# Borstbäckens naturreservat
Borstbäcken är ett naturreservat i Harlösa socken i Eslövs kommun i Skåne. Det är beläget på gränsen mellan Eslövs och Sjöbo kommun.
Reservatet sträcker sig utmed Borstbäckens ravin från Magnaröds by i sydvästra hörnet av Hörby kommun söderut till där bäcken korsar länsväg 104. Reservatets vegetation består till största delen av ädellövskog med en mycket artrik markflora. Den södra delen av reservatet består av alluvial (tidvis översvämmad) lövskog. Borstbäcken är en av Skånes artrikaste svamplokaler. Ett 50-tal ovanliga svamparter har hittats i reservatet.

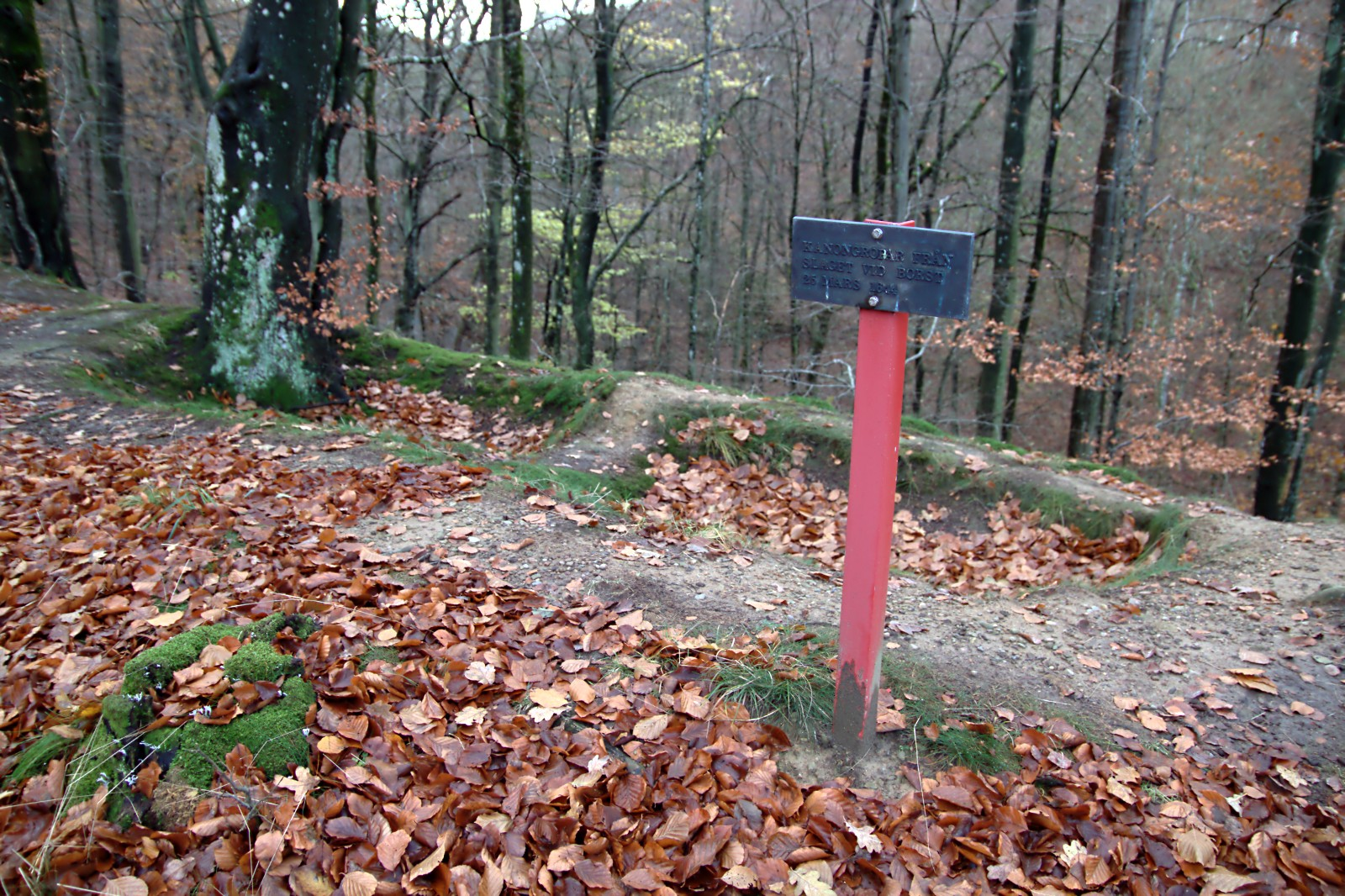
Kanonvärn från slaget vid Borst

I den norra delen av reservatet stod den 25 mars 1644 slaget vid Borst.
Delar av reservatet är även natura 2000-område.
Att gå runt hela Borstbäckens naturreservat är en ca 8 km lång vandring.

## Flora och fauna
I Borstbäckens starkt strömmande rena och klara vatten finns fiskar som elritsa, småspigg, storspigg och öring. I vattnet lever också arter som sötvattensmärla (Gammarus pulex),  bäck-, dag- och nattsländelarver och den rödlistade bäckvattenbaggen (Riolus cupreus).
I den höga bokskogen växer också alm, ask och ek. På marken växer den sällsynta och fridlysta lundvivan. På våren täcks stora delar av den starkt doftande ramslöken. Av svampar finns arter som blå lökspindling, druvfingersvamp, pelargonriska, piggvårtskräling, och slöjröksvamp.

## Vägbeskrivning
Från E22 svänger man av i Gårdstånga på Länsväg 104 till Sjöbo. Från riksväg 13 svänger man av på Länsväg 104 strax norr om Sjöbo. Borstbäcken ligger strax norr om Vombsjön, cirka 3,5 km väster om Övedskloster.